# Southwick Home Farm

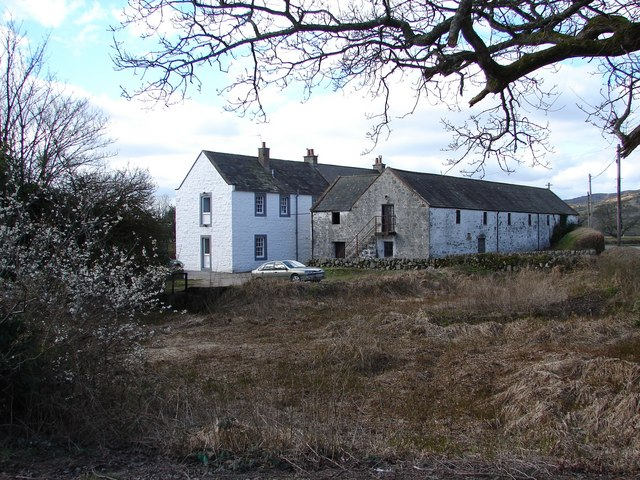
Bauernhaus und Molkerei der Southwick Home Farm

Die Southwick Home Farm ist ein Bauernhof nahe der schottischen Ortschaft Southerness in der Council Area Dumfries and Galloway. 1981 wurde das Bauwerk in die schottischen Denkmallisten in der höchsten Denkmalkategorie A aufgenommen.

## Geschichte
Um 1750 wurde das Herrenhaus Southwick House erbaut. Später wurde mit der Southwick Home Farm unweit ein Gutshof hinzugefügt. Die Anlage wurde im Laufe ihrer Geschichte mehrfach überarbeitet. Die heute erhaltenen Gebäude stammen im Wesentlichen aus dem späten 19. und dem frühen 20. Jahrhundert, wobei jedoch verschiedene ältere Fragmente integriert wurden.

## Beschreibung
Die Southwick Home Farm liegt an der A710 rund vier Kilometer nordwestlich von Southerness und wenige hundert Meter nördlich der Küste des Solway Firths. Die Anlage ist ungewöhnlich groß und funktionell geplant. Neben einem Bauernhaus zählen Stallungen, Scheunen, Molkerei und Käserei sowie eine Wassermühle zu dem Komplex. Das Mauerwerk der Gebäude besteht aus Bruchstein.
Das Bauernhaus ist Teil eines U-förmigen, zweistöckigen Gebäudes im Nordwesten des Komplexes. Ein weiteres Bauernhaus befindet sich im südlichen Abschnitt. Dieses ist symmetrisch aufgebaut und drei Achsen weit. Seine Zwillingsfenster sind mit Ziegelstein ausgemauert. 1914 wurde das Gebäude erweitert. Im angebauten Bereich ist ebenerdig die Molkerei eingerichtet. Darüber befindet sich die Käserei, die über ein Rohr aus einem Nachbargebäude mit Dampf versorgt wird. Die abschließenden Dächer sind schiefergedeckt.
Ein L-förmiges Gebäude im Nordteil bietet ebenerdig Raum für drei Dampfkessel. Über Rohrleitungen wird der erzeugte Dampf den Käseböden zugeführt. Diese sind über eine Treppe an der Ostseite von außen zugänglich. In weiteren Räumlichkeiten im Erdgeschoss sind Stallungen untergebracht. Ein gusseisernes, mittelschlächtiges Wasserrad treibt die zweistöckige Mühle an. Das Rad weist einen Durchmesser von rund 4,5 m auf. Einst trieb es verschiedene Einrichtungen an, darunter eine Dreschmaschine sowie ab dem frühen 20. Jahrhundert auch eine Melkmaschine. Obschon die Maschinerien nicht mehr erhalten sind, befinden sich das Mühlrad sowie der Mühlenbach mit aufgestautem Teich in gutem Zustand. Südwestlich der Mühle befindet sich eine Scheune aus dem späten 18. bis frühen 19. Jahrhundert.